# Triumph Bonneville T100
La Bonneville T100 est une moto conçue et construite par Triumph Motorcycles Ltd à Hinckley, Leicestershire, au Royaume-Uni.

## Développement

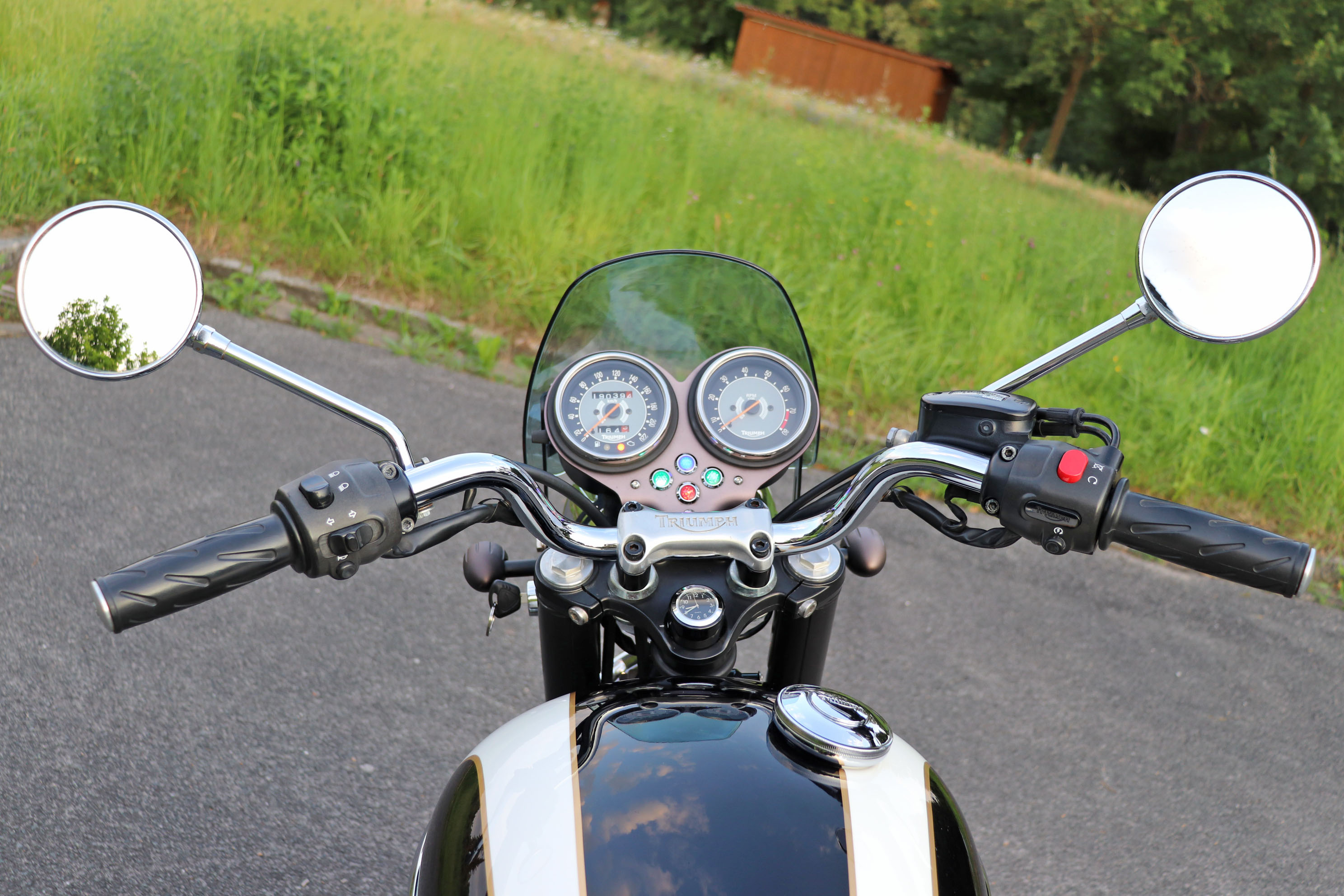
Guidon & instruments (2009)

Triumph relança la première nouvelle Bonneville, la Bonneville 790, au Salon de la moto de Munich en septembre 2000, avec un moteur twin parallèle de 790 cm3 calé à 360° . La T100 Bonneville, dessiné par John Mockett et David Stride, a été lancé en tant que version améliorée initialement avec le moteur 790 cm3, et à partir de 2005 avec le Moteur 865 cm3 introduit sur la Thruxton 2004 et équipant toutes les Bonnevilles à partir de 2007. La désignation provient des modèles T100 produits par Triumph entre 1939 et le milieu des années 1970  et qui promettaient une vitesse de pointe de 100 mi/h (160 km/h). Cette moto est vendue dans le cadre de la gamme "Modern classics" de Triumph. Le moteur est équipé de deux carburateurs chauffés électriquement. Triumph a ajouté une unité d'injection d'air près de la bougie afin de respecter les normes d'émissions instaurées en 2007 .  En 2008, la T100 (comme tous les modèles basés sur Bonneville) a été mis à jour avec l'injection de carburant pour répondre à la nouvelle législation sur les émissions Euro 3. Outre un fonctionnement plus propre qu'un moteur à carburateur, le système à injection de carburant est également plus facile à démarrer par temps froid. Pour conserver le style rétro, les injecteurs de carburant sont cachés derrière des corps de papillon conçus pour ressembler à des carburateurs .
Pour 2017, de nombreuses mises à jour ont été apportées sur le modèle T100, une augmentation de la cylindrée à 900 cm3, l'ajout du refroidissement liquide, un contrôle de la traction et le passage du calage des manetons de vilebrequin de 360 ° à 270 ° .

## Triumph 100th Anniversary Limited Edition
L'année 2002 marquait le 100e anniversaire des motos Triumph (1902 étant la première année de Triumph). Pour cet événement spécial, Triumph prévoyait de produire un nombre limité de T100 centenaires Bonneville dans un teinte de peinture "orange Lucifer" et argent. Mais le 15 mars 2002, alors qu’elle préparait son anniversaire, son usine principale fut détruite par un incendie, paralysant la plus grande partie de sa capacité de fabrication.  Quelques T100 édition centenaire furent produites en mars 2002, juste avant l’incendie, ce qui les rend particulièrement rares. La production restante des T100 édition du centenaire était en réalité des modèles de 2003 construits après la réparation de l’usine à la suite des dégâts causés par le feu. Ces T100 restants devaient être des modèles de l'année 2003, comme c'était le cas après septembre 2002 (dans l'année modèle 2003), avant que la production ne reprenne. Même en combinant les motos produites en 2002 et 2003, ce sont seulement quelques T100 modernes de cette première année qui furent fabriquées. Bien que les chiffres exacts ne soient pas connus, l'usine avait communiqué sur un nombre limité de 500 exemplaires au total.

## Série signature Paul Smith
En 2006, le designer Paul Smith conçu personnellement une série signatures. Neuf Triumph Bonneville T100 furent personnalisées avec des motifs de peinture uniques et utilisés pour l'affichage et la promotion dans les boutiques du designer. Bien que celles-ci ne soient en vente que dans les magasins Paul Smith, deux des modèles originaux, la « Multi-Union » et la « Live Fast », furent mises en production en quantité limitée. Chaque moto a été numérotée et authentifiée individuellement avec un certificat signé par Paul Smith et John Bloor .

## Triumph Bonneville SE
Lancée lors de la conférence des concessionnaires Triumph en juillet 2008  la «SE» (Special Edition) comprend un compteur de vitesse et un tachymètre, des caches spéciaux en alliage poli sur un moteur noir, un badge de réservoir Triumph chromé, des roues en fonte, des silencieux relevés, des garde-boue raccourcis et une selle plus basse et plus étroite . La SE 2009 s'inspire de l'édition spéciale T140D de 1979, qui fut la première Triumph à proposer des roues en magnésium et un allumage électronique .

## Triumph Bonneville spécial 50e anniversaire
En 2009 fut produit une version 50e anniversaire de la Bonneville, avec 120 exemplaires pour le Royaume-Uni (15% du marché) et moins de 200 exemplaires pour les États-Unis qui absorbent 27% de la production. Cette édition très limitée à 650 exemplaires était proposée avec une nouvelle palette de couleurs remontant aux années 1960 comme une teinte bleue deux tons avec des rayures peintes à la main. Chaque exemplaire était numéroté et recevait également une plaque de laiton commémorative sur le pontet du guidon et un certificat d'authenticité, signé par John Bloor ,.

## Voir également
- Kawasaki W650
- Triumph Bonneville